# Protochelifer
Genre
Protochelifer est un genre de pseudoscorpions de la famille des Cheliferidae.

## Distribution
Les espèces de ce genre  se rencontrent en Australie et en Nouvelle-Zélande.

## Liste des espèces
Selon Pseudoscorpions of the World (version 3.0) :
- Protochelifer australis (Tubb, 1937)
- Protochelifer brevidigitatus (Tubb, 1937)
- Protochelifer cavernarum Beier, 1967
- Protochelifer exiguus Beier, 1976
- Protochelifer naracoortensis Beier, 1968
- Protochelifer novaezealandiae Beier, 1948
- Protochelifer victorianus Beier, 1966

## Publication originale
- Beier, 1948 : Über Pseudoscorpione der australischen Region. Eos, vol. 24, p. 525-562 (texte intégral).